# Spider (band)
Spider was een Amerikaanse rockband uit New York, die in 1977 werd opgericht, in 1982 zijn naam veranderde in Shanghai en in 1984 werd ontbonden. Ze brachten begin jaren 1980 drie studioalbums uit via Dreamland Records, een RSO-sublabel en scoorden een paar gematigde hitsingles in de Verenigde Staten. 

## Bezetting
- Amanda Blue[2] Leigh (zang)
- Keith Lentin[3] (gitaar)
- Jim Lowell[4] (basgitaar)
- Holly Knight[5] (keyboards, 1980–1981)
- Beau Hill[6] (keyboards, 1981–1984)
- Anton Fig (drums)

## Geschiedenis
Twee nummers van hun album Between the Lines uit 1981, Change en Better Be Good to Me, waren respectievelijk hits voor John Waite en Tina Turner. In 1982 veranderden ze de naam in Shanghai en brachten ze hun derde en laatste album uit. Holly Knight verliet de band voor het derde album en Beau Hill verving haar op keyboards. Hill is vooral bekend geworden als een ervaren producent. Knight werd een succesvolle songwriter voor verschillende artiesten en vormde later Device. Anton Fig en Jim Lowell toerden met Link Wray en verschenen op zijn live-album Live at the Paradiso, opgenomen in 1979. Fig werd de rest van de jaren 1980 een sessiedrummer voor verschillende bands en speelde later in de band van Paul Shaffer bij Late Night with David Letterman.

## Discografie

### Albums
- 1980: Spider (Dreamland Records)
- 1981: Between the Lines (Dreamland)
- 1982: Shanghai (Chrysalis)

### Singles
- 1980: New Romance (It's a Mystery)
- 1980: Everything Is Alright
- 1980: Little Darlin'
- 1981: It Didn't Take Long
- 1981: Better Be Good to Me